# Infiniti FX
De Infiniti FX is een sports utility vehicle (SUV) van het Japanse automerk Infiniti die sinds 2003 op de markt is. De FX vervangt de Infiniti QX4 als luxe mid-size SUV hoewel deze wel iets kleiner was. Volgens Infiniti moet de FX vooral concurreren met auto's als de Porsche Cayenne en de BMW X5.
De eerste generatie werd geproduceerd van 2003 t/m 2008. Hij was leverbaar in 2 uitvoeringen; de FX35 met V6-motor en de FX45 met V8-motor.
De tweede generatie werd in 2009 gepresenteerd en moet ook op de Europese markt een rol van betekenis gaan spelen. Bij de introductie was de FX beschikbaar met 3 benzinemotoren, de FX35 en FX37 met V6 en de FX50 met V8-motor. De FX35 is in Europa niet leverbaar waardoor de FX37 het instapmodel is. Omdat in Europa vooral dieselmotoren populair zijn kwam Infiniti in 2010 met een de FX30d op de markt die over een geheel nieuwe 3,0 liter-V6-turbodieselmotor beschikt welke in samenwerking met Renault is ontwikkeld.

## QX70
In 2013 is de auto opgevolgd door de QX70. Dit is in feite een hernoemde FX. De productie en leveringen van de QX70 begonnen in juni datzelfde jaar op de Amerikaanse markt.